# VK Angara
VK Angara est un club russe de volley-ball fondé en 1990 et basé à Irkoutsk, évoluant pour la saison 2017-2018 en Majeure Ligue B.

## Historique
- IGEA (...-1996)
- IGEA Elektrosviaz (1996-2000)
- VK Angara (2000-2003)
- VK Lokomotiv Angara (2003-2008)
- VK Loko-Angara (2008-2014)
- VK Fortouna (2014-2015)
- VK Angara (2015-...)

## Historique des logos

Logo de VK Fortouna
Logo de VK Angara

## Effectifs

### Saison 2014-2015
Entraîneur :  Daria Vekchina